# Indie Records
Indie Records Ltda (ou mais conhecida como Indie Records) é uma gravadora independente brasileira fundada em 1998 no Rio de Janeiro. A gravadora teve como parceiros de distribuição de seus produtos a RGE, Gravadora Eldorado, Sony Music, Som Livre, Universal Music, e Warner Music Group. 
O primeiro sucesso veio com a trilha sonora do desenho O Máskara. Outro grande trunfo da gravadora foi o lançamento dos CDs de Jorge Aragão, Ao vivo 1 e Ao vivo 2. Pela primeira vez em sua carreira, o poeta do samba chegou ao Disco de Ouro e ao de Platina Duplo para os dois álbuns, e posteriormente ao prêmio de Melhor Disco de Samba e Pagode com o álbum Ao Vivo Convida que também alcançou a certificação de Disco de Platina. Além de investir em nomes já consagrados como Boca Livre, Sá e Guarabyra e 14 Bis, a Indie enveredou pelo pop/rock com Vinny, que estourou com o hit Heloísa, mexe a cadeira, a banda LS Jack, e a cantora Luiza Possi. Além do gospel, com a cantora Aline Barros, e do reggae com a banda maranhense Tribo de Jah, a Indie acrescentou ao seu repertório alguns nomes da música sertaneja como Marlon & Maicon, e Matogrosso & Mathias, e da MPB como a cantora Eliana Printes e o cantor Vander Lee, ampliando a diversidade de gêneros e estilos de seu catálogo musical. 
No inicio dos anos 2000 a Indie tornou-se a maior gravadora independente do Brasil e investiu no lançamento de DVDs de vídeo contendo o registro de shows ao vivo de vários artistas. Como estratégia para evitar a pirataria do áudio destes DVDs, a Indie precedia o lançamento do DVD-Vídeo com um CD-Áudio contendo versões integrais ou parciais do registro sonoro desses shows. A estratégia se mostrou ineficaz contra a pirataria, mas os lançamentos tiveram sucesso com diversos alcançando certificados de Disco de Ouro e Disco de Platina. Entre os lançamentos que obtiveram destaque estão os álbuns da série Ao vivo convida do cantor Luiz Melodia, do grupo Fundo de Quintal [CD (Ouro) e DVD (Platina)], da dupla sertaneja Teodoro & Sampaio [CD e DVD (Ouro)] todos com o mesmo título. O álbum 15 anos ao vivo do grupo maranhense Tribo de Jah, os álbuns Ao vivo em todos os sentidos e Marco Zero - Ao vivo do artista pernambucano Alceu Valença, os álbuns Ao vivo (Platina) e Faz uma loucura por mim [CD e DVD] (Platina) da cantora Alcione, e finalmente A madrinha do samba ao vivo convida [CD (Ouro) e DVD (Platina)] de Beth Carvalho.
Com a pirataria e o declínio do mercado fonográfico nos anos seguintes a gravadora perdeu o espaço antes conquistado, mantendo porém, o rico catálogo fonográfico. Desde 2017 seu catálogo ativo encontra-se disponível apenas em formato digital nas principais plataformas de streaming e download. 
Em 2020, o cantor Vinny assumiu os vocais da banda LS Jack para o projeto LS Jack & Vinny. Após lançarem dois singles independentes os artistas assinaram com a Indie para o lançamento do single Pela primeira vez em 15 de dezembro de 2020 e o EP Volume 1 em janeiro de 2021, marcando uma nova etapa nas carreiras dos artistas e nas atividades da gravadora.